# Hydnoraceae
Hydnoraceae je bývalá čeleď nižších dvouděložných rostlin z řádu Piperales. V systému APG IV byla tato čeleď vřazena do čeledi podražcovité.

## Charakteristika
Jsou to parazitické nezelené byliny bizarního houbovitého vzhledu, parazitující na kořenech hostitelských rostlin. Sedm druhů ve dvou rodech se vyskytuje ve Střední a Jižní Americe a v subsaharské Africe. Rostliny nemají listy, nad povrchem země se objevuje pouze velký dužnatý květ. Okvětí je troj nebo čtyřčetné, srostlé, tyčinky v počtu 3-8, synkarpní spodní gyneceum ze tří plodolistů. Plodem je mnohasemenná tobolka nebo bobule. U některých druhů byla prokázána termogeneze, tedy tvorba tepla v květu, která má pravděpodobně podpořit vypařování pachu lákajícího opylovače.

## Zástupci
- Hydnora - africký rod, známá je Hydnora africana, parazitující na kořenech pryšců. Plody přinejmenším některých druhů jsou jedlé.
- Prosopanche - americký rod, 2 druhy v Kostarice a v Jižní Americe od Brazílie po Argentinu. Květy jsou opylovány brouky a mají specifický způsob zabránění samoopylení. První den je květ funkčně samičí a blizna je aktivní, druhého dne přestává být blizna receptivní, třetí den se uvolňuje množství pylu, který je následně brouky roznesen do čerstvých květů. Rostliny P. americana, parazitujícího na bobovitých liánách rodu Prosopis, jsou v Argentině používány jako lék proti průjmu a pod názvem Guaycuru prodávány na tržištích.